# ARA Uruguay
ARA Uruguay, è una corvetta dell'Armada Argentina varata nei cantieri inglesi Cammell Laird nel 1874.
Assegnata alla Escuadra de Sarmiento, la nave ha partecipato a battaglie, rivoluzioni e spedizioni, ma la sua impresa più nota si è svolta tra il 1901 ed il 1903 quando sotto il comando dell'ammiraglio Julián Irizar ha partecipato al recupero della spedizione svedese di Otto Nordenskjöld dispersa in Antartide.
Radiata dal servizio attivo nel 1962 è stata dichiarata Monumento Storico Nazionale e dal 1966 utilizzata come nave museo. È ancorata nel quartiere di Puerto Madero a Buenos Aires.